# Pogonocephala heteropsis
Pogonocephala heteropsis är en fjärilsart som först beskrevs av Oswald Beltram Lower 1894.  Pogonocephala heteropsis ingår i släktet Pogonocephala och familjen styltmalar. Inga underarter finns listade i Catalogue of Life.